# Hydromedion sparsutum
Hydromedion sparsutum  (лат.) — вид жуков из семейства Perimylopidae. Распространён на Южной Георгии и острове Анненкова. Особи обитают на полях у берегов. Жуки живут под камнями, мхом и в среде высоких трав Poa flabellata, также были отмечены под падалью. Питаются они в основном на мёртвом растительном материале и только что давшими восход семенами.